# Варіс
Варіс (англ. Varys) — вигаданий персонаж серії фентезі-романів «Пісня льоду й полум'я», американського письменника Джорджа Р. Р. Мартіна, та його телевізійної адаптації «Гра престолів».

Вперше з'являється у дебютному романі серії «Гра престолів» (1996), надалі присутній у «Битва королів» (1998), «Буря мечів» (2000) та «Танок драконів» (2011). У телевізійній адаптації від «HBO», роль Варіса грає північноірландський актор Конлет Гілл. Автор романів Джордж Мартін, коментуючи кастинг Гілла, зауважує:   
<...>Гілл, так само як і Варіс, безумовно хамелеон, актор який дійсно розчиняється у своєму персонажі, він може відтворити не тільки слизького та лукавого євнуха, але й здатний показати нам усі інші сторони королівського нашіптувача<...>

## Опис персонажа
Варіс не є особою з власною оповіддю подій, тож його дії спостерігаються крізь інших персонажів, таких як Едард Старк та Тиріон Ланістер.  
Варіс, також відомий як Павук, це євнух який служить старшим нашіптувачем короля, керівником шпигунської мережі при дворі у Королівському причалі (ориг. King's Landing) та входить до малої королівської ради. Його побоюються як шляхетне панство так і простолюдини. Варіс знає всі таємні ходи у королівському замку і його шпигуни знаходяться усюди. Він вправний маніпулятор та керує розгалуженою мережею інформаторів на обох континентах. Зазвичай, Варіс з’являється на публіці у образі простого пересічного чоловіка – він лисий та пухкий, добре пристосований для безтурботного життя при дворі. За своїм характером смиренний, підлесливий, раболіпний та трохи женоподібний. Але це лише його штучний зовнішній образ, яким він вводить в оману тих, хто здатен його недооцінити та бачить перед собою лише веселого та беззмістовного підлесника. Насправді Варіс хитрий, підступний та безжальний маніпулятор придворної політики, такий само як і Пітир "Мізинчик" Бейліш, якому Варіс досить часто протистоїть. Хоча на відміну від Бейліша, Варіс стверджує, що його мета полягає у досягненні миру та злагоди у державі. 

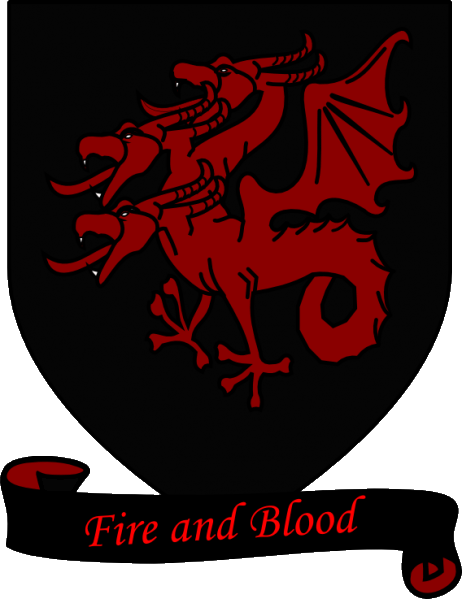
Герб дома Таргарієнів

Варис був народжений рабом у вільному місті Ліс, згодом він приєднався до подорожуючої акторської трупи. Під час виступів у Мирі, керівник трупи продає, тоді ще юного, Варіса чаклуну, який обпоїв Варіса, відтяв йому геніталії та спалив їх на жаровні у ритуалі магії крові. Після цього він виставив Варіса на вулицю. Варіс був змушений жебракувати, займатися проституцією та крадежем, але досить швидко про нього почали дізнаватись і він втік до Пентоса. Там він здружився з бідним найманцем, Іліріо Мопатисом, і об’єднавшись вони вдвох почали обкрадати інших злодіїв та повертати коштовності їх власникам за винагороду. Згодом Варіс зрозумів, що набагато прибутковіше викрадати секрети і таємниці замість дорогоцінностей та навчив своїх шпигунів копіювати інформацію у заможних і впливових людей. Варіс та Іліріо стали багатіями і репутація Варіса досягла вух короля Вестероса, Ейриса ІІ Таргарієна, який покликав Варіса до себе на службу та призначив його старшим нашіптувачем та членом королівської ради. Як стверджував Джеймі Ланістер, Ейрис бачив зрадників всюди, і Варіс досить швидко вказував на тих кого король не помічав. Імовірно, що коли Рейгар намагався використати турнір у Гаренхолі для того, щоб скликати Велику Раду та усунути свого батька з трону через його неврівноваженість, Варіс попередив про це Ейриса. Напередодні того, як династія Таргарієнів була знищена, Варіс підмінює новонародженого сина Рейгара – Ейгона, з немовлям простолюдинки та таємно вивозить його до Ессоса, де він буде виховуватись під наглядом Джона Конінгтона, друга Рейгара, якого Божевільний король вигнав з Вестероса за його поразку в битві з Робертом Баратеоном. Варіс залишається старшим нашіптувачем після того, як Роберт захоплює Залізний трон, але таємно лишається вірним дому Таргарієнів.

## Сюжетні лінії

### У книжках

#### Гра престолів
Невдовзі після прибуття Едарда Старка до Королівського Причалу (ориг. King's Landing), Варіс попереджає його про наміри Серсі Ланістер вбити свого чоловіка Роберта Баратеона, та пропонує свої послуги у стеженні за Ланістерами. Пізніше він таємно зустрічається з Іліріо, щоб обговорити яким чином пригальмувати війну, між домами Старків та Ланістерів, до зручного моменту. Після смерті короля Роберта, Варіс залишається керівником шпигунів при його спадкоємці Джофрі. На вимогу Джофрі покарати когось за смерть батька, Варіс пропонує перекласти провину на його охоронця Баристана Селмі. Його усувають з посади лорда-командувача королівської варти, що врешті-решт призводить до того, що Селмі опиняється на службі у Данерис Таргарієн (цілком імовірно, що такий задум був у Варіса з самого початку). Варіс відвідує Едарда Старка у в'язниці та переконує його зізнатись у провині та зраді, щоб врятувати життя Сансі та долучитись до Нічної Варти. Ці дії також спрямовані на відволікання війни між Старками та Ланістерами, але Джофрі руйнує ці плани, страчуючи Едарда. Варіс також відсилає Джендрі, бастарда короля Роберта, до Нічної Варти, щоб врятувати його від прагнень Серсі знищити усіх позашлюбних дітей Роберта.

#### Битва королів
Варіс першим дізнається, що Тиріон Ланістер привіз з собою до Королівського причалу коханку Шей. Він розповідає Тиріону про таємний хід, через який можна її відвідувати. Таким чином, Варіс створює крихкий альянс з Тиріоном, щоб ділитись інформацією зібраною з його шпигунської мережі.

#### Буря мечів
Варіс продовжує сприяти побаченням Тиріона та Шей, але свідчить проти Тиріона, коли того звинувачують у вбивстві Джофрі. Після того, як Тиріона засуджують до страти, Джеймі Ланістер змушує Варіса, допомогти Тиріону втекти. Під час втечі, крізь таємні проходи Червоного Замку, Тиріон вирішує відшукати спочивальню Тайвіна. Варіс спочатку заперечує, але все ж таки розповідає, яким чином можна потрапити до його кімнати. Імовірно, що Варіс скористався намірами Тиріона, щодо усунення Тайвіна, щоб послабити головного конкурента дома Таргарієнів.

#### Бенкет круків
Після втечі Тиріона, Варіс зникає. Разом з ним пропадає і тюремник Червоного замку Рюген, в кімнаті якого знаходять монету дома Тайрелів. Це зміцнює недовіру Серсі до дому Тайрелів. Слід зазначити, що Рюген це лише один з багатьох образів Варіса.

#### Танок драконів
Варіс прокрадається до Червоного замку та вбиває великого мейстра Пайселя. Він також заманює Кевана Ланістера до покоїв Пайселя та смертельно поранює його. Кеван поступово помирає, а Варіс пояснює, що, як йому не прикро, але смерть Кевана необхідна для того, щоб дестабілізувати Сім Королівств та підготувати їх до вторгнення Ейгона Таргарієна. Наприкінці своєї розповіді, Варіс надає наказ своїм "маленьким пташечкам" добити Кевана.

### У телесеріалі

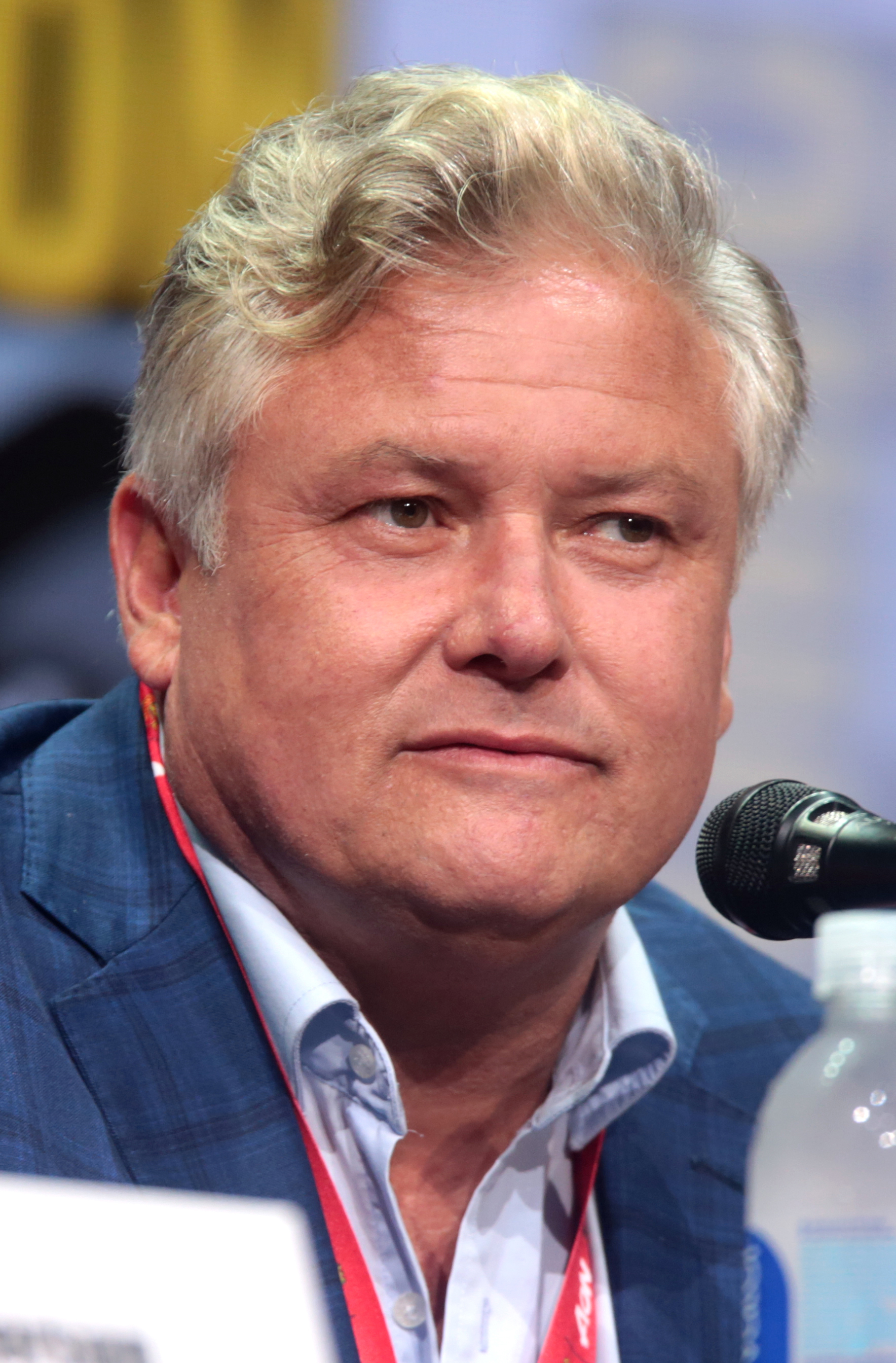
Конлет Гілл зіграв Варіса у серіалі

#### Сезон 1 & 2
Сюжетна лінія Варіса здебільшого лишається ідентичною в порівнянні з книжками.

#### Сезон 3
Після того, як повія Пітира Бейліша – Рос була побита охороною Джофрі, і Мізинчик не став цьому на заваді, Варіс переманює її собі на службу інформатором. Згодом Бейліш дізнається про це та віддає її для катування Джофрі, так само глузуючи з Варіса, що він не спромігся її захистити. Варіс дотримується своїх намірів, щодо збереження миру та запобіганню хаоса у державі, стверджуючи під час розмови з Оленною Тайрел, що Мізинчик "здатен знищити країну, заради того, щоб стати королем над попелищем".

#### Сезон 4
Варіс повідомляє Тиріону, що Серсі викрила його стосунки з Шей. І хоча Варіс стверджує, що не буде ризикувати та брехати заради Тиріона, він все-таки вмовляє його відіслати Шей кудись подалі від двору у безпечне місце. Пізніше Варіс дає свідчення проти Тиріона на суді по справі вбивства Джофрі. Тиріона засуджують та садять у в’язницю. Джеймі заручається допомогою Варіса, щоб таємно вивезти Тиріона з Королівського Причалу (ориг. King's Landing) до Ессоса. Коли Варіс готується повернутися до Червоного Замку, він чує дзвін та усвідомлює, що Тиріон, під час втечі, скоїв щось жахливе (вбив свого батька Тайвіна), та приєднується до нього у подорожі в Ессос. 

#### Сезон 5
Варіс і Тиріон приїжджають у Пентос, де Варіс повідомляє про свою відданість дому Таргарієнів та переконує Тиріона подорожувати разом з ним до Мерина, щоб допомогти Данерис Таргарієн повернути їй Залізний трон. Перебуваючи у Волантисі, Тиріона викрадає Джора Мормонт, колишній радник Данерис. Варіс подорожує самотужки, і коли він урешті-решт добирається до Мерина, він дізнається, що Тиріон керує містом під час відсутності Данерис. Варіс пропонує Тиріону свої послуги у створенні шпигунської мережі, щоб підтримати спокій та порядок у місті.

#### Сезон 6
Варіс дізнається, що заколот Синів Гарпії фінансують рабовласники Юнкая, Астопора та Волантиса. Він організовує зустріч Тиріона з представниками цих міст. Рабовласники погоджуються на перемир’я і Мерин починає процвітати. Варіс вирушає до Сімох Королівств, повідомляючи Тиріону, що він буде шукати нових союзників для Данерис. Він прибуває у Дорн, де Еларіа Санд захопила владу, вбивши Дорана Мартела через його бездіяльність та відсутність боротьби проти Ланістерів. Варіс створює альянс з Еларією, а також домовляється з Оленною Тайрел, яка бажає помститися Серсі за смерть всієї родини Тейрелів. Уклавши союз, Варіс повертається до Мерина з кораблями Дорна та Розлогів, щоб переправити Данерис разом з її армією до Вестероса.

#### Нагороди
| Рік  | Нагорода                   | Категорія                                         | Результат | Ref.  |
| ---- | -------------------------- | ------------------------------------------------- | --------- | ----- |
| 2011 | Scream Awards              | Найкращий акторський склад                        | Номінація | [ 4 ] |
| 2011 | Премія Гільдії кіноакторів | Найкращий акторський склад у драматичному серіалі | Номінація | [ 5 ] |
| 2014 | Премія Гільдії кіноакторів | Найкращий акторський склад у драматичному серіалі | Номінація | [ 6 ] |
| 2015 | Empire Award               | Empire Hero Award Найкращий акторський склад      | Перемога  | [ 7 ] |
| 2016 | Премія Гільдії кіноакторів | Найкращий акторський склад у драматичному серіалі | Номінація | [ 8 ] |
| 2017 | Премія Гільдії кіноакторів | Найкращий акторський склад у драматичному серіалі | Номінація | [ 9 ] |